# 世紀末維也納
世紀末維也納是指19世紀末期奧匈帝國首都維也納在文化上的繁榮景象。這一時期，猶太人在維也納的文化舞台上大放異彩。廣義的世紀末維也納則包括至1938年德奧合併為止，起源自維也納的對世界產生重大影響的政治、經濟和文化諸潮流。一般認為，世紀末維也納的出現是奧匈帝國在政治上地位相對減輕，使得人們的關心轉移到文化領域的結果。世紀末維也納的碩果包括了美術上的維也納分離派、折衷主義建築、弗洛伊德的精神分析學、奧地利經濟學派等，橫跨多種多樣的領域。雖然世紀末維也納隨著奧匈帝國的解體和自由主義時代的終結而土崩瓦解，然而世紀末維也納在19至20世紀之交的人類文化史上擁有極為重要的地位。